# آنتونیو فوگاتسارو
آنتونیو فوگاتسارو (ایتالیایی: Antonio Fogazzaro؛ ‏ تلفظ ایتالیایی: [anˈtɔ:njo foɡatˈtsa:ro]؛ ‏ ۲۵ مارس ۱۸۴۲ – ۷ مارس ۱۹۱۱) شاعر، رمان‌نویس ایتالیایی و از حامیان و طرفداران کاتولیسم لیبرال بود. وی هفت مرتبه نامزد دریافت جایزه نوبل ادبیات بود.
از فیلم‌هایی که وی در آن‌ها نقش داشته‌است، می‌توان به مالومبرا اشاره نمود.

## زندگی‌نامه
فوگاتسارو در ویچنزا در خانواده‌ای ثروتمند به دنیا آمد. در سال ۱۸۶۴ در تورین مدرک حقوق گرفت. او سپس به میلان نقل مکان کرد و در آنجا به جنبش اسکاپیلیاتورا پیوست. او در سال ۱۸۶۹ به ویچنزا بازگشت و به عنوان وکیل مشغول کار شد. اما او خیلی زود این خط کار را ترک کرد تا یک رمان‌نویس حرفه‌ای شود.
در آثار فوگاتسارو تضاد دائمی بین احساس وظیفه و احساسات، ایمان و عقل وجود دارد. در برخی موارد این روح رنج‌دیده شخصیت‌ها را وارد تجربیات عرفانی می‌کند. محبوب‌ترین رمان او، میهن‌پرست یا دنیای کوچک گذشته بود.
فوگاتسارو پیشنهاد داد نظریه تکامل داروین را با مسیحیت آشتی دهد. او تفاسیر جدیدی در نظریه‌های پوزیتیویستی و تکامل‌گرایانه داد.
او در سال ۱۹۱۱ در زادگاهش ویچنزا درگذشت.